# Чемпіонат Європи з велоспорту на треку 2020
Чемпіонат Європи з велоспорту на треку 2020 — одинадцятий Чемпіонат Європи з велоспорту на треку серед еліти. Проходив з 11 по 15 листопада на Kolodruma в Пловдиві, Болгарія.
Програма чемпіонату 2020 року включала всі 12 олімпійських дисциплін (спринт, командний спринт, кейрін, командна гонка переслідування, медісон та омніум як для чоловіків, так і для жінок), а також у 10 неолімпійських.

## Медалісти

### Чоловіки
| Дисципліна                         | Золото                                                                 | Срібло                                                          | Бронза                                                           |
| Спринт                             | Максиміліан Леві                                                       | Денис Дмітрієв                                                  | Васіліюс Лендел                                                  |
| Командний спринт                   | Росія Денис Дмітрієв Павло Якушевський Іван Гладишев Олександр Шарапов | Чехія Томаш Бабек Домінік Топінка Мартін Чехман Якуб Штястни    | Греція Сотіріос Бретас Іоанніс Калогеропулос Костантінос Ліванос |
| Індивідуальна гонка переслідування | Іву Олівейра                                                           | Джонатан Мілан                                                  | Лев Гонов                                                        |
| Командна гонка переслідування      | Росія Олександр Дубченко Лев Гонов Микита Берсенєв Олександр Євтушенко | Італія Франческо Ламон Стефано Моро Джонатан Мілан Джидас Умбрі | Швейцарія Клаудіо Імгоф Сімон Віцтхум Лукас Рюегг Домінік Біелер |
| Кейрін                             | Максиміліан Леві                                                       | Денис Дмітрієв                                                  | Сотіріос Бретас                                                  |
| Омніум                             | Метью Воллс                                                            | Євгеній Каральок                                                | Юрі Лейтао                                                       |
| Медісон                            | Іспанія Себастіан Мора Альберт Торрес                                  | Португалія Юрі Лейтао Руй Олівейра                              | Італія Франческо Ламон Стефано Моро                              |
| Гонка за очками                    | Себастіан Мора                                                         | Маттео Донега                                                   | Даніел Кріста                                                    |
| Гіт (1 км)                         | Томаш Бабек                                                            | Ітан Вернон                                                     | Джонатан Мілан                                                   |
| Скретч                             | Юрі Лейтао                                                             | Роман Гладиш                                                    | Олівер Вуд                                                       |
| Гонка на вибування                 | Метью Воллс                                                            | Юрі Лейтао                                                      | Сергій Ростовцев                                                 |

- Спортсмени, виділені курсивом, брали участь у чемпіонаті, але не змагались у фіналі.

### Жінки
| Дисципліна                         | Золото                                                                       | Срібло                                                                                 | Бронза                                                               |
| Спринт                             | Анастасія Войнова                                                            | Дар'я Шмельова                                                                         | Олена Старікова                                                      |
| Командний спринт                   | Росія Анастасія Войнова Дар'я Шмельова Наталія Антонова Катерина Роговая     | Велика Британія Міллі Таннер Блейн Рідж-Девіс Лусія Стіл Лорен Бейт                    | Україна Любов Басова Олена Старікова Олександра Логвинюк             |
| Індивідуальна гонка переслідування | Ніа Еванс                                                                    | Мартіна Альціні                                                                        | Сільвія Вальсеккі                                                    |
| Командна гонка переслідування      | Велика Британія Джосі Найт Лора Кенні Кеті Арчибальд Ніа Еванс Елінор Баркер | Італія Мартіна Альціні Еліза Бальзамо Кьяра Консонні Вітторія Гуацціні Ракеле Барб'єрі | Україна Ганна Нагірна Тетяна Клімченко Вікторія Бондар Юлія Бірюкова |
| Кейрін                             | Олена Старікова                                                              | Сара Каньковска                                                                        | Елена Касас                                                          |
| Омніум                             | Еліза Бальзамо                                                               | Лора Кенні                                                                             | Марія Новолодська                                                    |
| Медісон                            | Італія Еліза Бальзамо Вітторія Гуацціні                                      | Росія Діана Клімова Марія Новолодська                                                  | Велика Британія Лора Кенні Елінор Баркер                             |
| Гонка за очками                    | Кеті Арчибальд                                                               | Сільвія Дзанарді                                                                       | Кароліна Карасєвич                                                   |
| Гіт (500 м)                        | Дар'я Шмельова                                                               | Анастасія Войнова                                                                      | Міріам Вече                                                          |
| Скретч                             | Мартіна Фіданца                                                              | Ганна Церах                                                                            | Тетяна Клімченко                                                     |
| Гонка на вибування                 | Елінор Баркер                                                                | Ракеле Барб'єрі                                                                        | Марія Мартінш                                                        |

## Загальний медальний залік
*   Країна-господарка ( Болгарія)
| Місце               | Країна              | Золото | Срібло | Бронза | Загалом |
| ------------------- | ------------------- | ------ | ------ | ------ | ------- |
| 1                   | Велика Британія     | 6      | 3      | 2      | 11      |
| 2                   | Росія               | 5      | 5      | 3      | 13      |
| 3                   | Італія              | 3      | 7      | 4      | 14      |
| 4                   | Португалія          | 2      | 2      | 2      | 6       |
| 5                   | Іспанія             | 2      | 0      | 1      | 3       |
| 6                   | Німеччина           | 2      | 0      | 0      | 2       |
| 7                   | Чехія               | 1      | 2      | 0      | 3       |
| 8                   | Україна             | 1      | 1      | 4      | 6       |
| 9                   | Білорусь            | 0      | 2      | 0      | 2       |
| 10                  | Греція              | 0      | 0      | 2      | 2       |
| 11                  | Литва               | 0      | 0      | 1      | 1       |
| 11                  | Польща              | 0      | 0      | 1      | 1       |
| 11                  | Румунія             | 0      | 0      | 1      | 1       |
| 11                  | Швейцарія           | 0      | 0      | 1      | 1       |
| Загалом (14 збірні) | Загалом (14 збірні) | 22     | 22     | 22     | 66      |

## Україна на чемпіонаті
Україну на чемпіонаті представляли серед чоловіків:
1. Максим Васильєв
2. Володимир Джус
3. Ілля Клепіков
4. Віталій Гринів
5. Роман Гладиш
6. Дмитро Стовбецький
7. Тадей-Іван Чебанець
8. Владислав Щербань
9. Владислав Денисенко
10. Богдан Данильчук

Серед жінок змагалися:
1. Любов Басова
2. Ганна Нагірна
3. Вікторія Бондар
4. Олена Старікова
5. Тетяна Клімченко
6. Юлія Бірюкова
7. Олександра Логвинюк

Українська команда посіла 8 місце в медальному заліку завдяки золоту та бронзі Олени Старікової в кейріні та спринті, сріблу Романа Гладиша та бронзі Тетяни Клімченко в скретчі, та двом бронзам в командному спринті (Любов Басова, Олена Старікова,
Олександра Логвинюк) та командній гонці переслідування (Ганна Нагірна, Тетяна Клімченко, Вікторія Бондар, Юлія Бірюкова.